# Hombu dōjō
Un hombu dōjō (本部道場) est le dojo central d'une école martiale ou d'un style martial au Japon. 

## Concept
En japonais, hombu signifie « quartier général ». Il désigne de manière générale le dojo central, avec son administration. Parce qu'il est hombu, il est généralement le nexus des compétitions sportives ou des cérémonies liées à l'art martial. Au même titre que tous les dôjô, il dispose de salles d'entraînement avec les tatamis et l'équipement nécessaire.
Parmi les plus célèbres hombu dōjō, on peut trouver l'Aïkikaï pour l'aïkido, ou le Kodokan pour le judo. Le terme est principalement utilisé pour désigner l'Aïkikaï.
Certains arts martiaux japonais ont autorisé la création d'hombu dôjô ailleurs qu'au Japon. Il existe ainsi un hombu dôjô de ju-jitsu à New York.